# Повільна ріка
«Повільна ріка» (англ. Slow River) — роман британської письменниці Ніколи Гріффіт в жанрі феміністичної наукової фантастики, вперше надрукований 1995 року. Лауреат премій Неб'юла за найкращий роман, а також Літературної премії Лямбда 1996 року.

## Сюжет
Роман складається з трьох оповідних ліній. Перша у внутрішній хронології розповідає про Лор Ван Остерлінг, нащадка багатої та впливової родини, яку готують до отримання високої посади в індустрії генетично модифікованих бактерій. Водночас Лорі доводиться боротися з жорстокими членами сім'ї, які її ображають. У другому випадку Лору викрадають, а її сім'я відмовляється викупити її. Після спроби втечі вона починає заробляти на життя секс-шоу та ошукувати багатіїв у компанії жінки Спаннер, яка дає їй притулок. У фіналі Лор розлучається зі Спаннером і працює на очисних спорудах, перш ніж врешті-решт протистояти своїй родині.